# Knut Drake (historiker)
Knut Hemming Drake, född 6 mars 1927 i Helsingfors, död 19 februari 2013 i Åbo, var en finländsk historiker och socialdemokratisk politiker.
Från 1955 till 1970 ledde Drake restaureringsarbetena på Tavastehus slott. Han förestod även restaureringsarbetena på Raseborgs slott från 1957 till 1970 och på Kastelholm från 1962 till 1970.
Från 1973 till 1990 var Drake chef för Åbo landskapsmuseum, och från 1964 till 1970 var han chef för Tavastehus stads museum. Mellan 1970 och 1996 var han också docent vid flera universitet.
Knut Drake var fader till författare Sunniva Drake.